# Stenogobius genivittatus
Stenogobius genivittatus és una espècie de peix de la família dels gòbids i de l'ordre dels perciformes.

## Morfologia
- Els mascles poden assolir 18 cm de longitud total.[4][5]

## Hàbitat
És un peix de clima tropical i demersal.

## Distribució geogràfica
Es troba des de l'Àfrica oriental fins a Indonèsia i el Pacífic occidental, incloent-hi la Polinèsia Francesa.

## Ús comercial
Es comercialitza fresc.

## Observacions
És inofensiu per als humans.